# Ryōgen-in

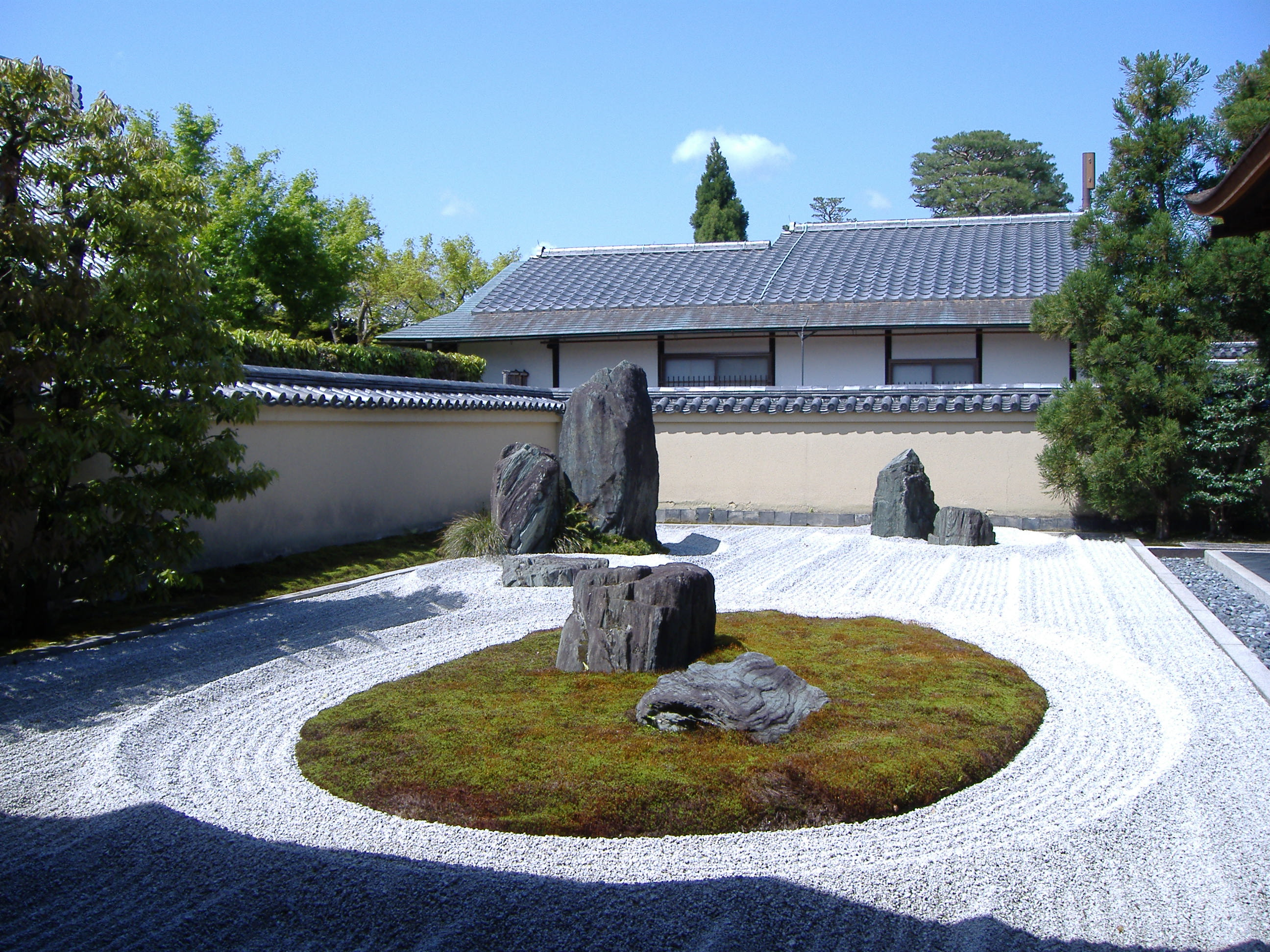
Le jardin sec de Ryogen-in

Le Ryōgen-in (龍源院) est un sous-temple du complexe bouddhiste Daitoku-ji situé dans l'arrondissement de Kita-ku de Kyoto au Japon. Sa construction remonte à 1502.
Cinq jardins attribués à Sōami jouxtent la résidence de l'abbé, dont le Totekiko (présenté comme le plus petit jardin sec japonais), l'Isshi-dan, le Koda-tei et le Ryogin-tei (jardin recouvert de mousse, prétendument le plus ancien jardin de Daitoku-ji).

## Galerie

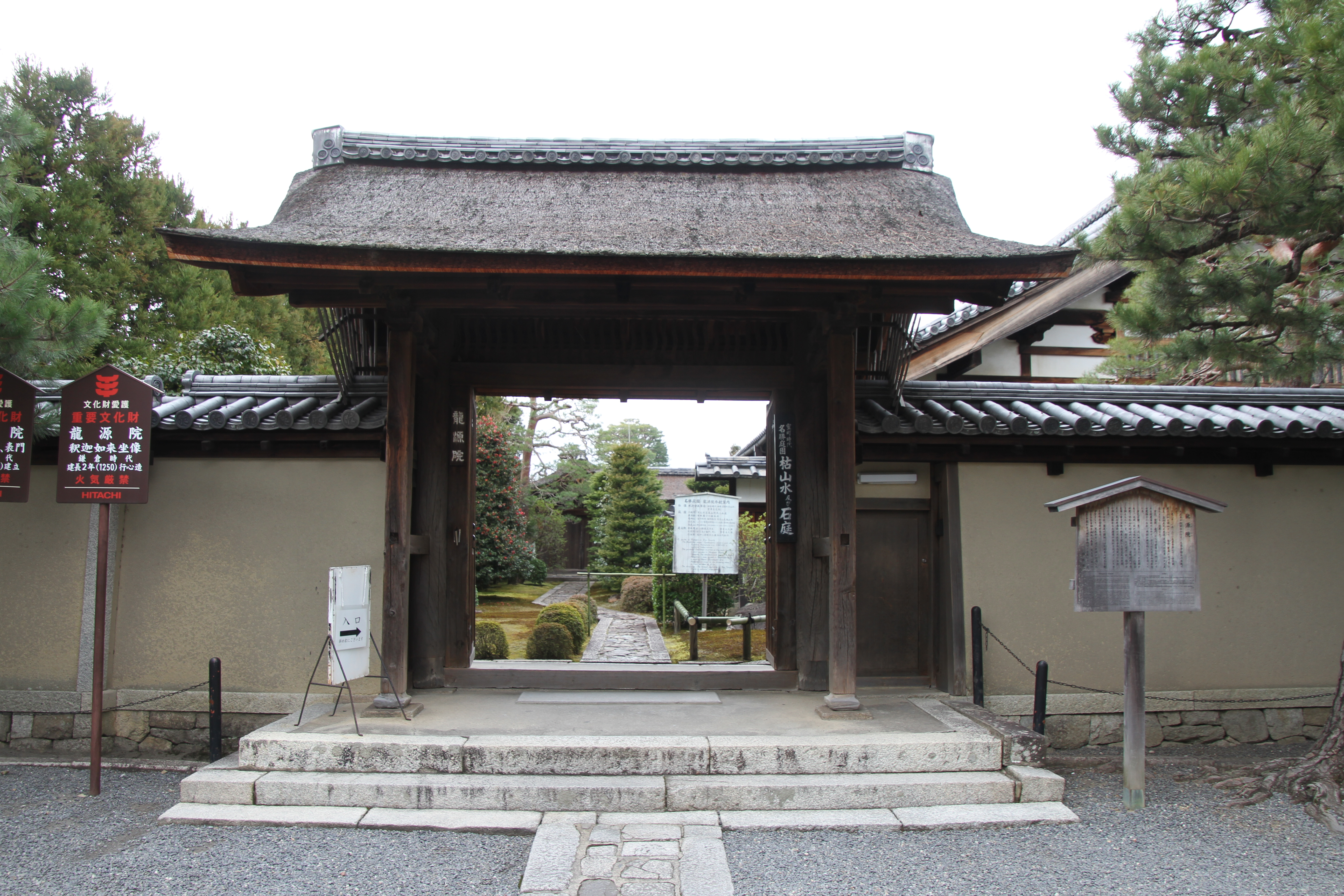
Entrée du temple
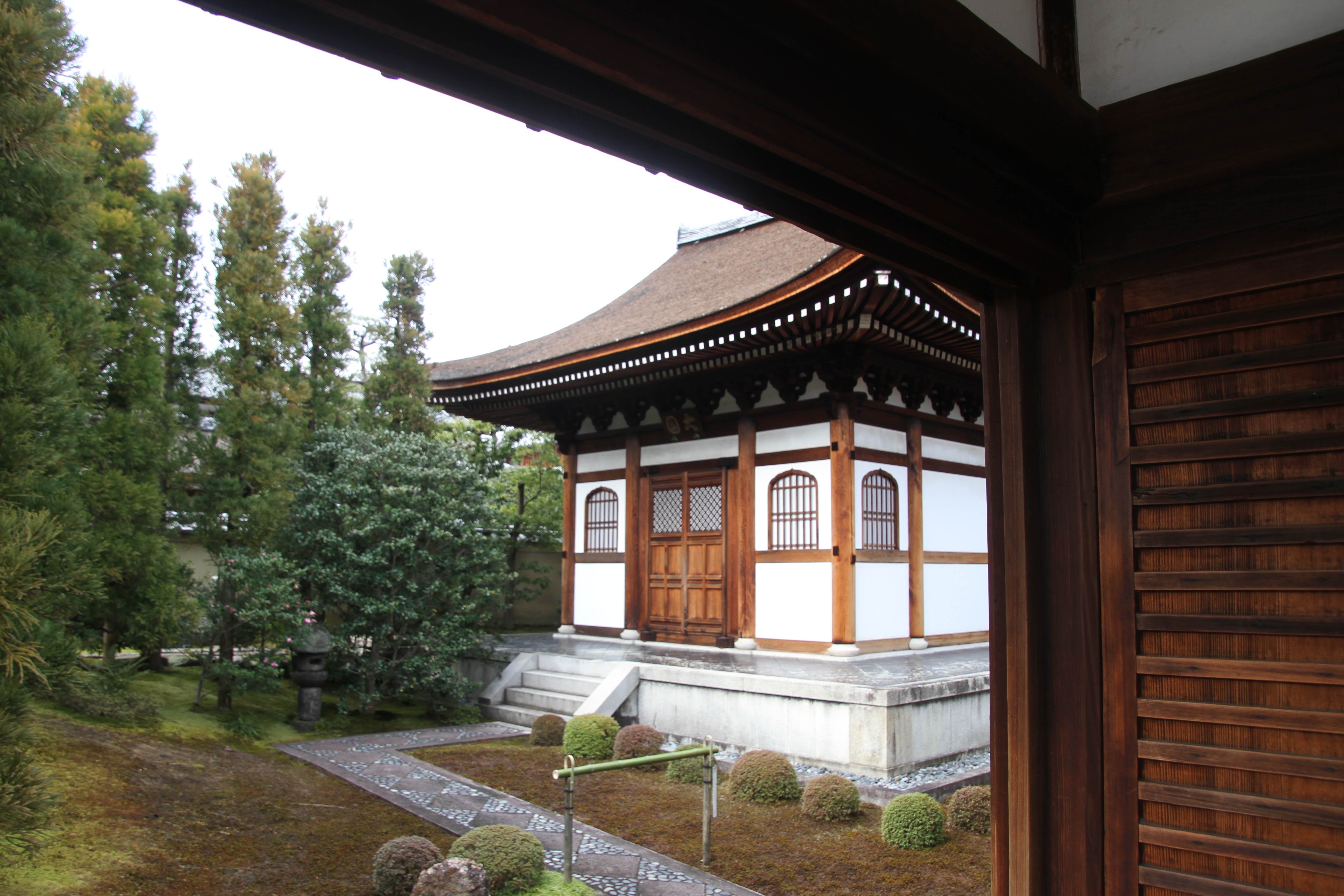
Pavillon dans le jardin
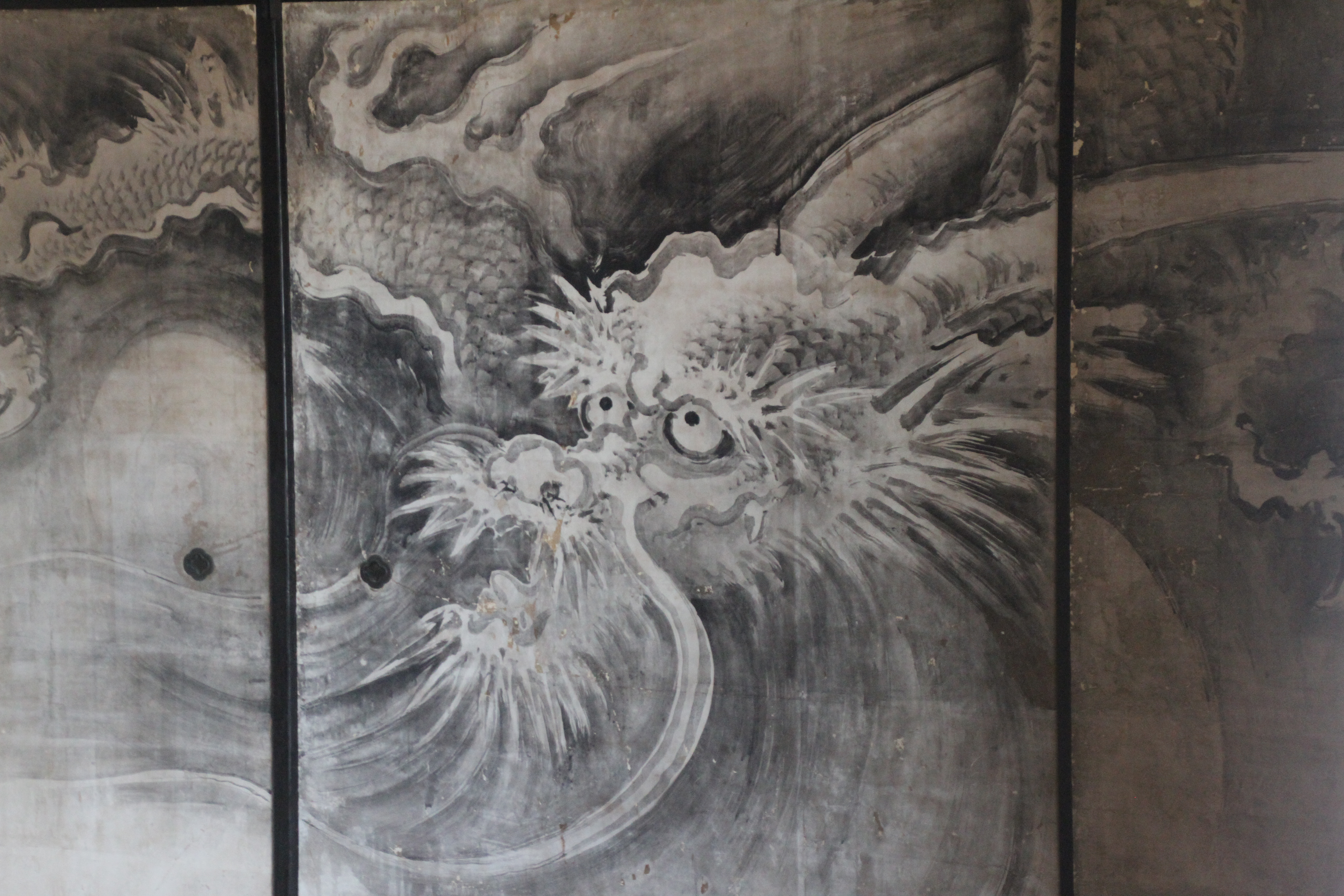
Fresque au dragon